# Földes Lajos
Földes Lajos, születési és 1904-ig használt nevén Fleischl Lajos (Pest, 1869. május 3. – Budapest, 1958. február 20.) orvos, szülész-nőgyógyász.

## Életpályája
Fleischl Ignác földbérlő, kereskedő és Strasser Nina (1844–1912) fiaként született zsidó családban. Felsőfokú tanulmányait a Budapesti Tudományegyetem Orvostudományi Karán és a Bécsi Egyetemen végezte. 1892-ben Budapesten szerezte meg orvosi oklevelét. Ezt követően a Mackenrodt-féle berlini szanatóriumban dolgozott alorvosként. 1893 őszén tért vissza a magyar fővárosba, ahol a Szent Rókus Kórházban és Szent István Kórházban dolgozott. 1905-ben megalapította a Leányanyák Otthonát, mely 1918-ban szűnt meg. 1911-ben az Országos Anya- és Csecsemővédő Egyesület megválasztotta nőorvosának.
Tagja volt az Izraelita Magyar Irodalmi Társulatnak, titkára az Absztinens Orvosok Egyesületének, főorvosa és másodtitkára a nemi betegségek ellen küzdő Teleia Egyesületnek és tagja az Eötvös szabadkőműves páholynak.
A Kozma utcai izraelita temetőben nyugszik.

## Családja
Felesége Bachrach Janka (1873–1958) volt, Bachrach Jakab és Tafler Lujza lánya, akit 1894. december 2-án Budapesten vett nőül.
Gyermekei:
- Földes Margit (1895–1964), férje Ellinger Ernő (1885–1948) bankhivatalnok.
- Földes Rózsa (1903–1974), férje Pap Kornél (1893–?) gyógyszerész segéd (elváltak).

## Főbb művei
- A teljes méhkiirtás nyománál. (Gyógyászat, 1893, 39.)
- Pubertásos vérzésekről és azok endokrinológiai vonatkozásairól. (Gyógyászat, 1927, 33–34.)
- A dysmenorrhoea és kezelésének mai állása. (Gyógyászat, 1929, 42.)
- Újabb irányelvek a nőgyógyógyászati endokrinológia terén. (Budapest, 1930)
- Sürgős sebészi eljárások a nőgyógyászatban. (Gyógyászat, 1930, 24–25.)
- A női betegségekről: megelőzés - védekezés - gyógyítás. (Budapest, 1932)
- Az alkohol szerepe a nemi betegségek és a prostitúció elleni küzdelemben. (Budapest, 1933)
- A nő a változás korában. Egy tapasztalt nőorvos megfigyelései és gyakorlati tanácsai. (Budapest, 1934)
- A fiatal anya. Orvosi tanácsok fiatal asszonyoknak. (4. kiadás, Budapest, 1934; 6. javított és bővített kiadás, Budapest, 1942)
- Mit kell tudni a méhrákról? (Budapest, 1935)
- Gyermeket akarok! (Budapest, 1936)
- A gyermekágy diaetetikája. (Gyógyászat, 1940, 13.)